# Northstar California

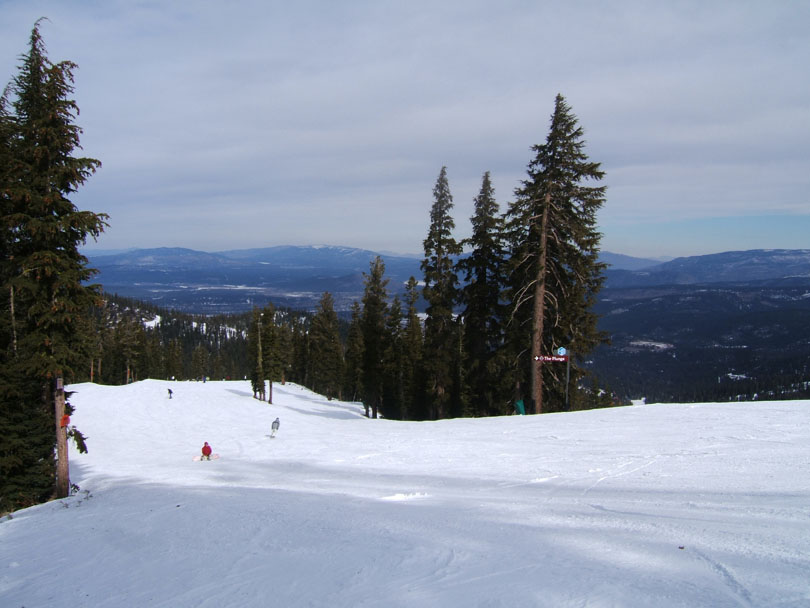
Een skipiste in Northstar California

Northstar California, tot 2010 Northstar-at-Tahoe geheten, is een wintersportgebied in de Sierra Nevada in de Amerikaanse staat Californië. Het bevindt zich ten noordwesten van Lake Tahoe, tussen Kings Beach en Truckee, in Placer County.
Northstar is een van de grote wintersportgebieden van Californië. Er kan geskied worden op zo'n 11,75 km² bergflanken. Er zijn een honderdtal pistes en 19 skiliften. Het wintersportgebied ligt tussen 1930 meter en 2620 meter boven zeeniveau. Het gebied is verder uitgerust met een resortdorp, een langlaufcentrum, een golfbaan en een mountainbikepark.
De locatie was oorspronkelijk van een houtkapbedrijf. In de winter van 1972-1973 opende de site als skigebied. Sinds 2007 is Northstar eigendom van CNL Lifestyle Properties, dat het op zijn beurt sinds 2010 aan Vail Resorts least. Vail Resorts baat ook de nabijgelegen wintersportgebieden Heavenly en Kirkwood uit.